# فورزا داغرو
فورزا داغرو (بالإيطالية: Forza d'Agrò)‏ هي بلدية في مقاطعة ميسينا في صقلية الإيطالية.

## معرض

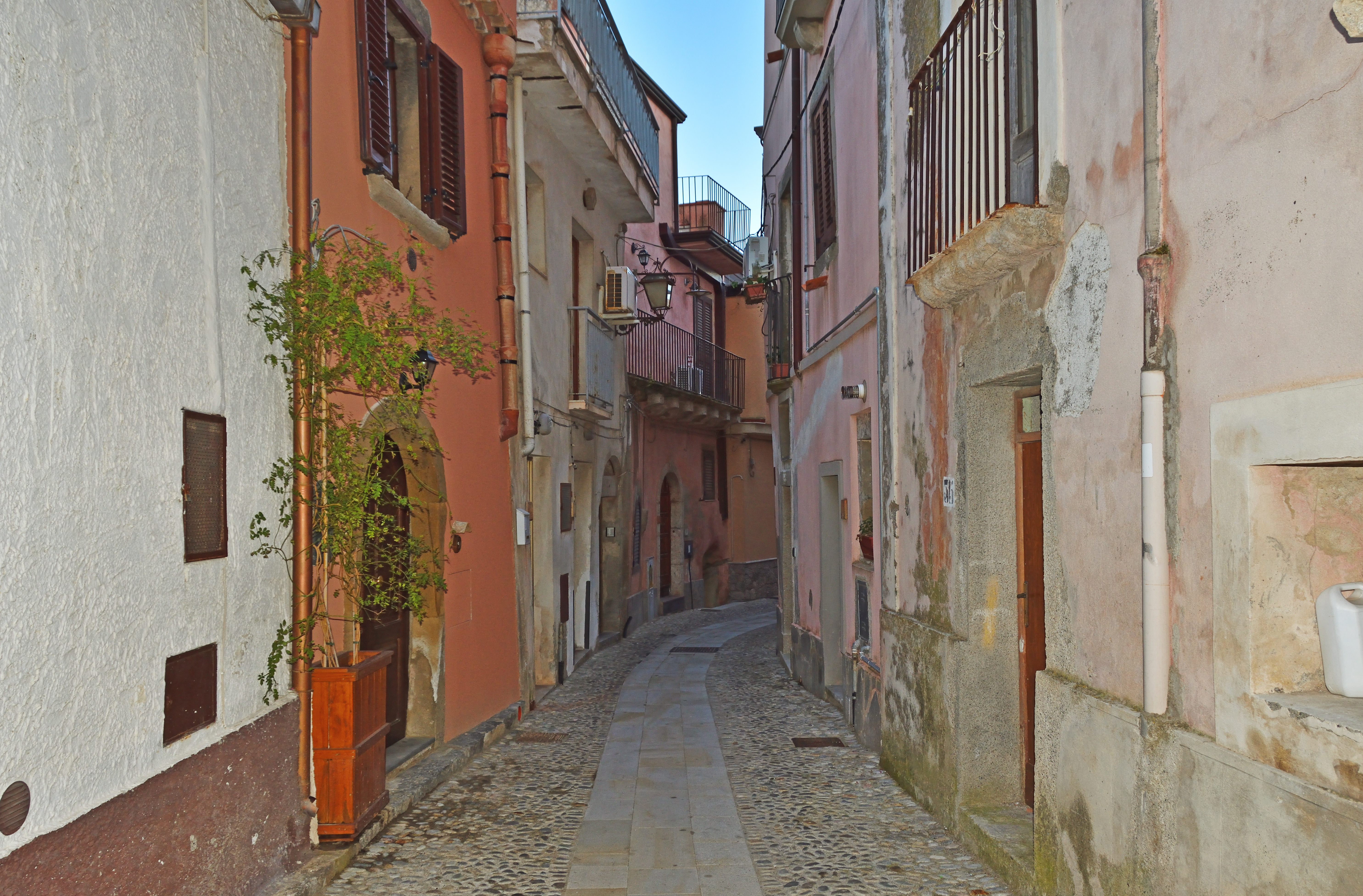
زقاق في البلدة
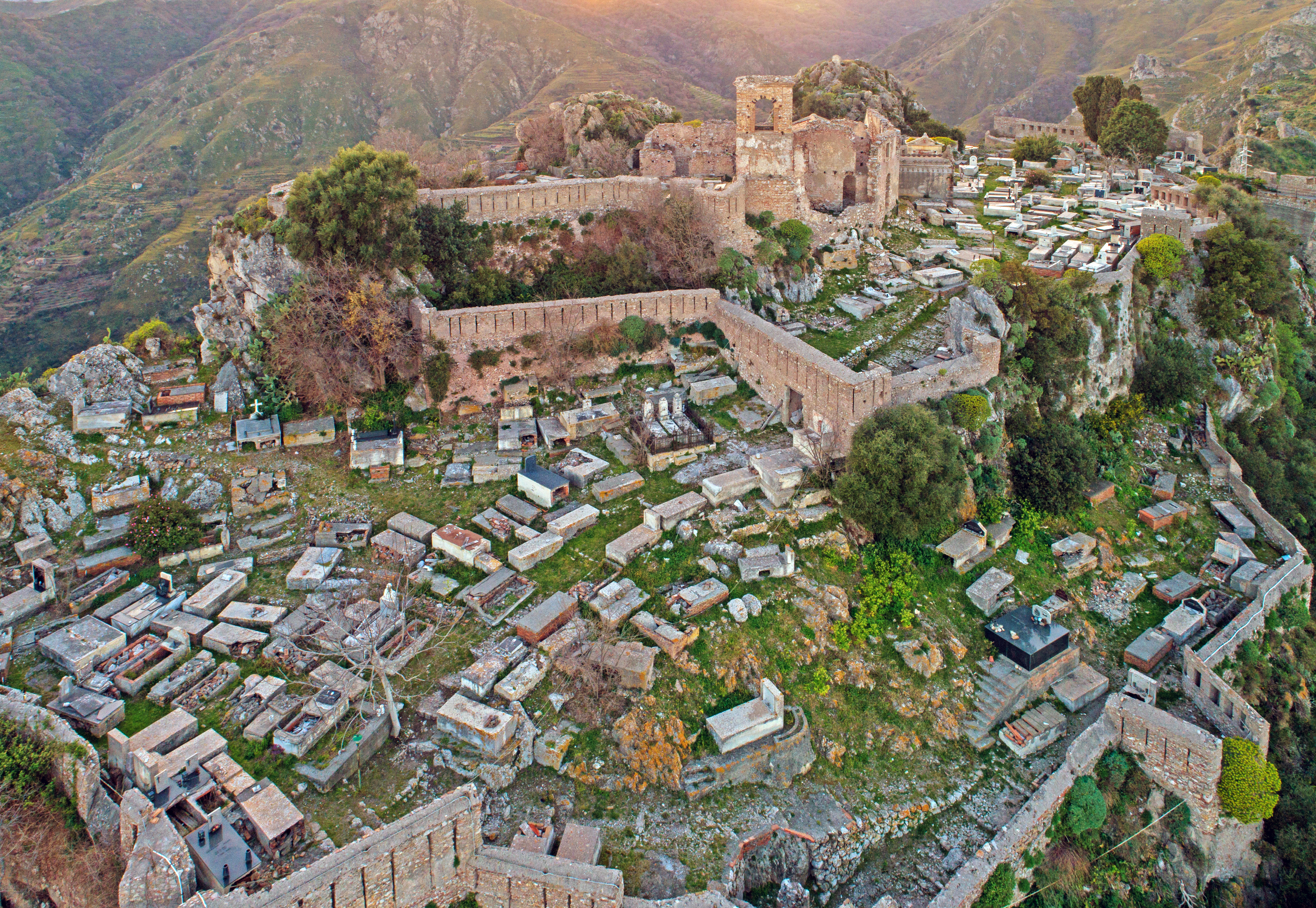
قلعةفورزا د اغرو
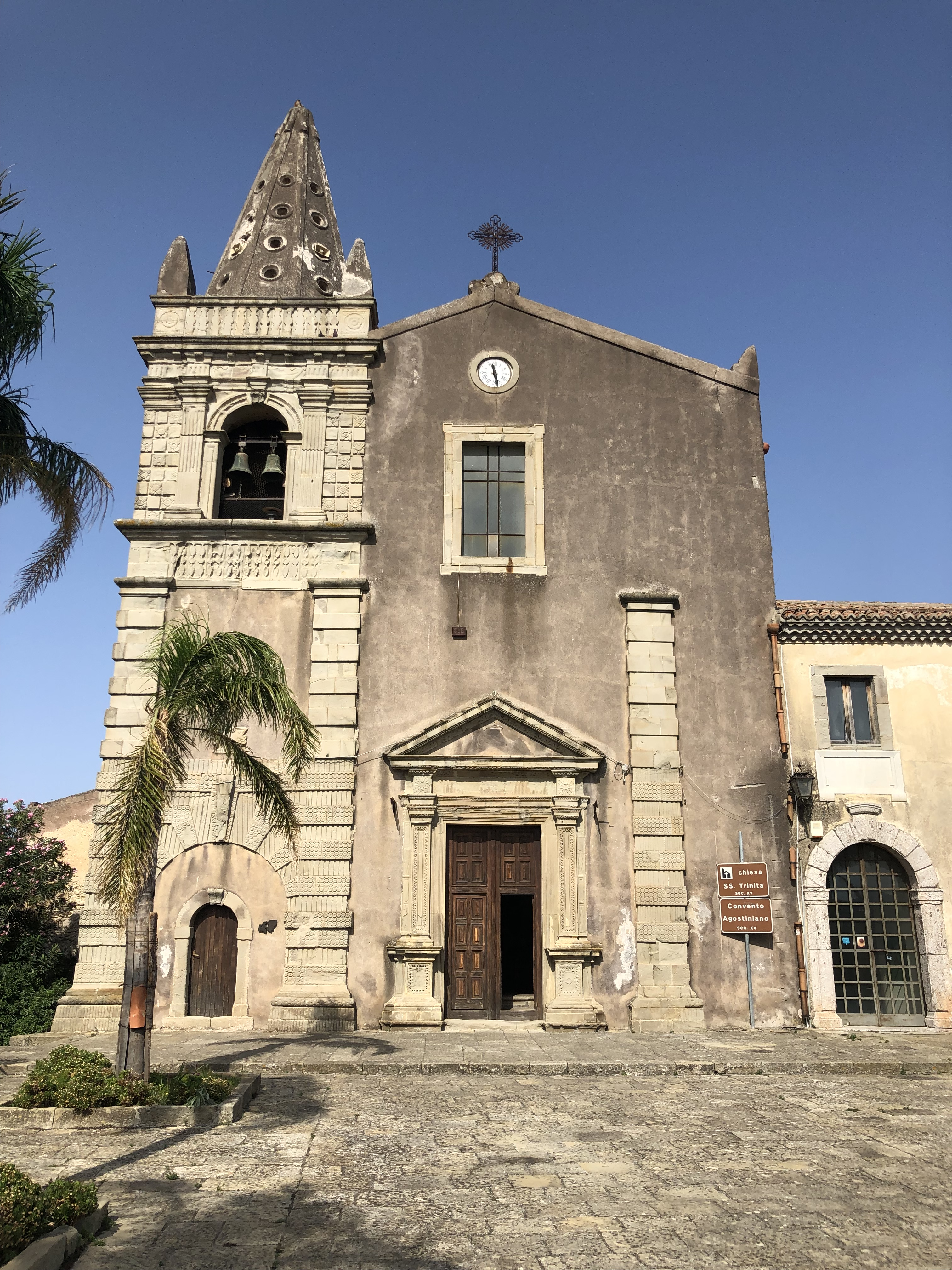
كنيسة الثالوث المقدس
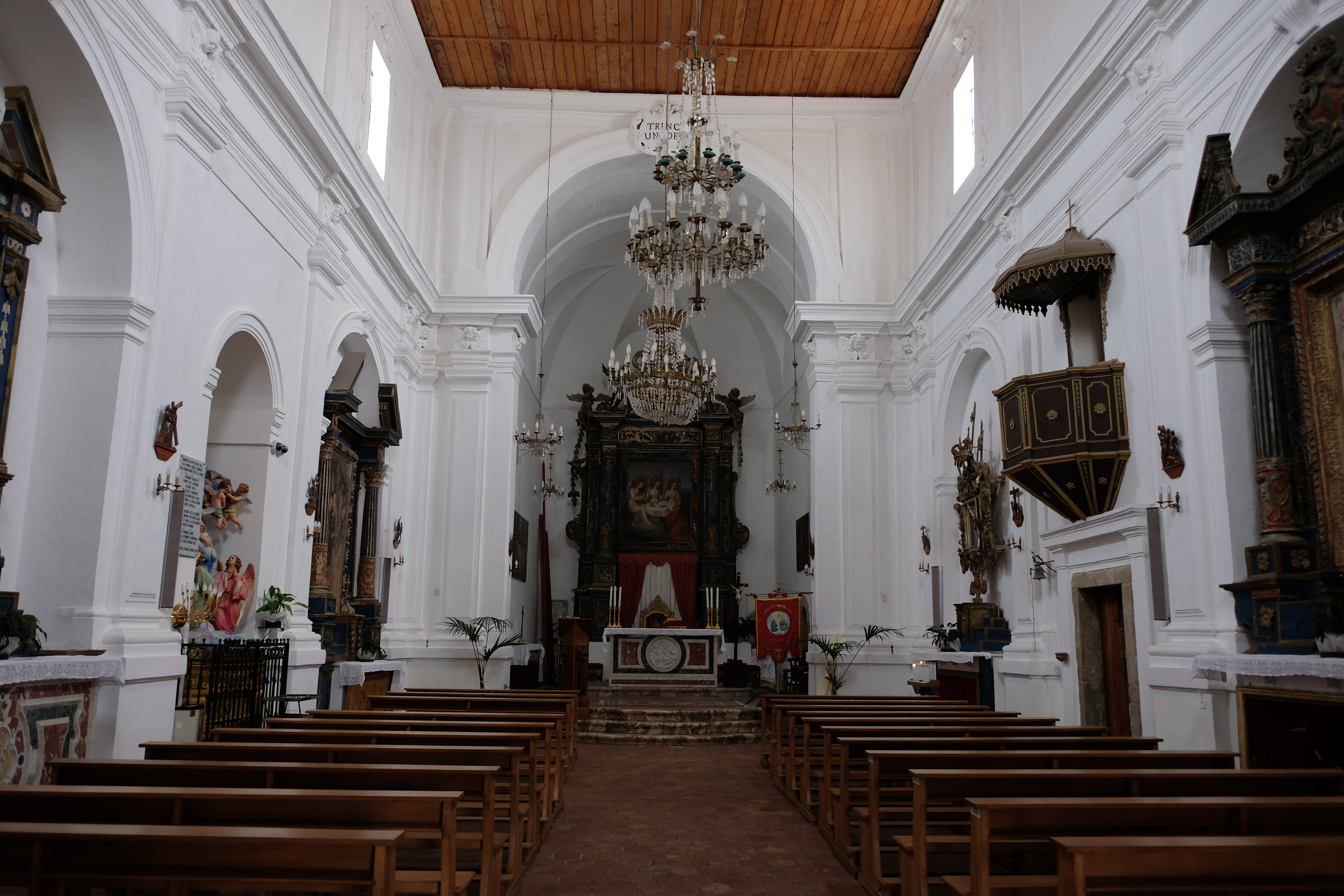
الكنيسة من الداخل

## السكان
في سنة 1861 بلغ عدد السكان 1٬466 نسمة، وتطور العدد ليصل في سنة 2011 لـ 878 نسمة.
يظهر هذا المخطط البياني تطور النمو السكاني لـ فورزا داغرو